# 超収束
数値解析において超収束 （ちょうしゅうそく、Superconvergence） とは、常微分方程式の数値解法・偏微分方程式の数値解法において通常より収束が早くなる現象をさす。このような現象は有限要素法・選点法やShortley-Weller近似 （差分法の一つ）などで見られる。

## HDG法の超収束について
hybrid 不連続 Galerkin（HDG）法（不連続 Galerkin法の改良）の超収束性に関して研究が進展し、様々な結果が得られている。それらは大きく分けて、数値流束の安定化項に{\displaystyle L^{2}}射影を施すLehrenfeld-Schöberl安定化と、 HDG射影を用いるM-decomposition理論との２つに分類される。

## 他の分野における超収束
- ゲージ理論における超収束[14]
- 近似理論における超収束 （英: Overconvergence）[15][16][17][18][19]